# O.C.
O.C. (v anglickém originále The O.C.) je americký televizní seriál vysílaný na televizní stanici Fox v letech 2003 až 2007. V Česku ho vysílala TV Nova. Název O.C. je zkratkou kalifornského okresu Orange County.

## Příběh

### První řada
První série ukazuje nový život Ryana Atwooda, šestnáctiletého chlapce z China v Kalifornii. Je poslán do vězení poté, co je zadržen se svým starším bratrem Treyem při krádeži auta, tam poznává svého prokurátora Sandyho Cohena, který ho dostane ven a vezme si ho k sobě domů, kde Ryan pozná nový život v luxusu a bohatství. Od teď žije se Sandym, jeho ženou Kirsten a šestnáctiletým synem Sethem. Postupem času se také vyvine vztah mezi holkou odvedle Marissou Cooperovou a Ryanem, i když má Marissa přítele Lukea. Seth byl vždycky zamilovaný do Summer, Marissiny nejlepší kamarádky, ale ta nezná ani jeho jméno. Později se ale oba zamilují, i když Seth krátce chodí s Annou Sternovou. Otec Marissy Jimmy Cooper se dostane do finančních potíží, a tak ho jeho žena Julie opustí. Vztah mezi Ryanem a Marissou se na čas rozpadne kvůli panovačnosti a rozbouřenosti nové postavy – Olivera Traska, který se stane Marissiným kamarádem. Oliver se pak chce zabít, ale Ryan ho přemluví, aby to nedělal. Marissin bývalý přítel Luke začne tajně chodit s její matkou Julie. Marissa na to přijde a oni se rozejdou. Ke konci série se Julie vezme s otcem Kirsten – Calebem Nicholem. Ryan přijde na to, že by mohl být otcem dítěte své bývalé přítelkyně Theresy, se kterou krátce chodil poté, co se rozešel s Marissou. Rozhodne se opustit Cohenovi, aby jí pomohl během těhotenství. Po tom, co se Seth dozví, že Ryan opouští Cohenovi, odpluje na člunu pryč a nechá rodičům a Summer dopisy na rozloučenou.

### Druhá řada
Druhá série začíná tím, že je Seth u Lukea, bývalého přítele Marissy, a jeho otce v Portlandu v Oregonu. Ryan strávil léto v Chinu s Theresou a její matkou a pracoval na stavbě. Sandy a Kirsten se snaží dostat své syny zpět domů, ale Seth se odmítá vrátit, dokud se nevrátí Ryan. Ten se vrátí poté, co mu Theresa řekne, že své dítě potratila. Seth i Ryan se tak vrátí do Newportu. Summer byla smutná z toho, že Seth odešel, pak se naštvala a našla si nového přítele Zacha Stevense. Summer s ním chodí po většinu léta, ale i Seth i Summer vědí, že chtějí být znovu spolu. Marissa si zase našla zahradníka v domě její matky Julie a jejího nového manžela Caleba Nichola. Ten se s ní rozejde kvůli tomu, že se domnívá, že s ním chodí jenom, aby naštvala svou matku. Seth začne pracovat v baru pod nadřízenou Alex, se kterou by rád začal chodit. Alex je ale bisexuál a začne chodit s Marissou. Julie a Caleb mezitím poslali Juliinu druhou dceru Kaitlinn na internátní školu a Julie je nešťastná, protože se za Caleba vdala pouze pro peníze. Začne se znovu scházet se svým exmanželem Jimmym. Vyjde najevo, že Caleb o jejich vztahu věděl, ale přehlížel ho. Později uvěří, že má poměr se svým expřítelem, se kterým natočila dříve erotické video a chce se s ní rozvést. Ryan začne chodit s novou dívkou ve škole Lindsay, ale přestane, když vyjde najevo, že je to nemanželská dcera Caleba Nichola, tím pádem na půl sestra Kirsten a Ryanova adoptivní teta. Po krevních testech, které potvrdí otcovství Caleba, se ale Lindsay s matkou odstěhuje do Chicaga. Mezitím se z vězení dostane Ryanův bratr Trey a protože nemá kam jinam jít, Cohenovi ho vezmou k sobě než si dá svůj život do pořádku. Ryan Treyovi ale nevěří a obviní ho, že ukradl drahé hodinky z obchodu. Trey je ale neukradl, ale koupil je Ryanovi, aby mu poděkoval. Trey se dostane do problémů s drogami a pokusí se znásilnit Marissu. Mezitím začne mít Kirsten problémy s alkoholem poté, co její otec zemřel na infarkt. Na konci série jde Kirsten na protialkoholní léčení. Ryan přijde na to, že se Trey pokusil znásilnit Marissu, porvou se, Trey chce Ryana zabít a v tom přijede Marissa a postřelí Treye, aby zachránila Ryana.

### Třetí řada
Při začátku série je Kirsten stále na léčení a Trey je v kómatu. Trey se probere a poté, co ho Julie Cooperová vydíráním přinutí, aby obvinil ze střelby Ryana a ne Marissu, opouští město. Ryan a Marissa se spolu konečně vyspí noc před tím, než má Marissina rodina odjet na Havaj. Její otec Jimmy má ale problémy s mafiány a odletí na Havaj sám, i když si měl znovu brát svou bývalou ženu Julie. Marissa unikne obvinění ze střelby ale je vyloučena z prestižní školy Harbor a musí navštěvovat veřejnou školu Newport Union. Tam potká surfaře Johnnyho a jeho kamaráda Chilliho. Ryan je pak také vyloučen z Harboru, protože napadl děkana, který se zasloužil o vyloučení Marissy. Johnny se zamiluje do Marissy a ta si musí vybrat mezi ním a Ryanem. Ryan je znovu přijat na Harbor a je zjištěno, že děkan má poměr se studentkou Taylor Townsendovou. Marissa je znovu přijata na Harbor po studentské kampani, při které pomáhá i Marissina stará rivalka Taylor. Z internátní školy se vrátí Marissina sestra Kaitlinn a zamiluje se do Johnnyho. To Marisse vadí, protože se z ní a Johnnyho stali dobří přátelé, i když miluje Ryana, jejich vztah se ale po Johnnyho nehodě, po které nemohl surfovat, stal nejistým. Poté, co si Marissa vybere Ryana, Johnny spáchá sebevraždu a Kaitlinn se vrací na internátní školu. Seth a Summer spolu stále chodí, problémem se stane, když Seth kouří marihuanu a zamešká svůj přijímací pohovor na vysokou. Ryan a Marissa se k sobě chovají odtažitě a nakonec se rozejdou, i když se milují. Ryan pak krátce chodí s Johnnyho sestřenicí Sadie. Julie Cooperová začíná chodit s otcem Summer doktorem Robertsem. Marissa se nemůže vyrovnat s Johnnyho smrtí a rozchodem s Ryanem a dá se dohromady s dalším surfařem Kevinem Volchokem, ten nemá dobrou pověst. Ona ho ale přistihne při podvádění během jejich maturitního večírku a rozejde se s ním. Na konci série se zfetovaný Volchok, který se nemůže vyrovnat s rozchodem s Marissou, vydá pronásledovat Marissu a Ryana na silnici, shodí jejich auto ze silnice, to se převrátí. Ryan přežije, vytáhne Marissu z auta, ale ta mu pak umírá v rukou.

### Čtvrtá řada
Na začátku řady se vše točí okolo smrti Marissy Cooperové. Ryan opustil dům Cohenových a stal se boxerem, aby se tak zbavil vzteku. Summer začala chodit na Brownovu univerzitu, kde se nadchne pro ochranu životního prostředí, vyhýbá se hovorům od Setha, který zůstává v Newportu a našel si práci v obchodě s komiksy. Marissina sestra Kaitlin se vrací z internátní školy a začíná navštěvovat Harbor. Julie si najala soukromého detektiva, aby našel Volchoka, který utekl do Mexika. Má v plánu, že Ryan se ujme pomsty a nejspíš ho zabije. Nakonec Ryan ale dovolí, díky Sethovi a Sandymu, aby se Volchok vzdal úřadům. Ryan se pak přestěhuje zpět ke Cohenovým. Taylor Townsendová, která měla v Paříži studovat na Sorbonně, se tajně vrací zpět do Newportu poté, co si nečekaně narychlo vzala Francouze, ten se s ní odmítá nechat rozvést. Ryan jí pomůže, protože předstírá, že je Taylořiným milencem, její manžel tak souhlasí s rozvodem, po kterém spolu začnou Ryan a Taylor opravdu chodit. O Vánocích dostane Ryan dopis od Marissy, který napsala předtím, než měla opustit Newport), ve kterém mu sděluje, že ho pořád miluje, ale že musí jít oba svou vlastní cestou. Ryan přijde na to, že na Marissu nebude moct nikdy zapomenout, ale nakonec musí pokračovat dál, a tak se s ní rozloučí. Poté, co Summer zachrání králíky z laboratoře, je na semestr vyloučena z Brownu a vrací se do Kalifornie, kde se smíří se Sethem. Julie začne chodit s bohatým texaským obchodníkem Gordonem Bullitem, s tím se ale rozejde poté, co se zamiluje do biologického otce Ryana Franka Atwooda, kterého pustili z vězení. Před koncem série Kirsten zjistí, že je těhotná a spolu se Sandym přemýšlí, zda je Newport vhodným místem pro výchovu dalšího dítěte. Newport zasáhne velmi silné zemětřesení a dům Cohenových je zničen. Ryan a Seth jedou do Berkeley, aby přesvědčili pár gayů, co žije ve starém domě Cohenových, aby jim dům prodali. Do Berkeley jedou pak i Kirsten a Sandy a Kirsten porodí holčičku. Julie, která se má vdávat za Bullita, řekne, že se nemůže vdát bez Kiki, protože je to její nejlepší kamarádka. Bullit proto přemístí celou svatbu z Newportu do Berkeley za Kirsten. Poté, co vidí, co všechno se stalo v jejich domě, se pár gayů rozhodne dům Cohenovým prodat. Ryan a Taylor spolu znovu začnou chodit poté, co zjistí, že se stále navzájem milují. Julie se nakonec rozhodne zůstat sama a vychovává svého syna jen s Kaitlinn. O pár let později se koná svatba Setha a Summer, Taylor a Ryan se na ní na sebe dívají (je na divákovi, jestli se rozhodne, že jsou spolu nebo ne), Julie se vrací na univerzitu a na její promoci vidíme Franka, Kaitlinn, Bullita a Ryanova nevlastního bratra (opět je na divákovi, aby si určil scénář). Ryan se stane architektem a seriál končí, když se Ryan ptá kluka, který sedí sám jen s kolem, jestli nechce pomoct stejně jako to udělal Sandy v prvním díle seriálu.

## Obsazení
| Peter Gallagher   | Sandy Cohen                      |
| Kelly Rowan       | Kirsten Nicholová Cohenová       |
| Benjamin McKenzie | Ryan Atwood                      |
| Adam Brody        | Seth Cohen                       |
| Mischa Barton     | Marissa Cooperová (1.-3. série)  |
| Melinda Clarke    | Julie Cooperová-Nicholová        |
| Rachel Bilsonová  | Summer Robertsová Cohenová       |
| Tate Donovan      | Jimmy Cooper (1.-2. série)       |
| Alan Dale         | Caleb Nichol (2. série)          |
| Autumn Reeser     | Taylor Townsendová (3.-4. série) |
| Willa Holland     | Kaitlinn Cooperová (3.-4. série) |
| Chris Carmack     | Luke Ward (1. série)             |

## Produkce
Tvůrce O.C. Josh Schwartz využil k získání pozornosti společnosti Fox strategii "trójského koně". Byl fanouškem seriálů jako Machři a šprti nebo Kolej, základ života, ale tyto seriály neměly dlouhého trvání. FOX hledal svoje nové Beverly Hills 90210. Schwartz se setkal s producenty McG a Stephanie Savage a vytvořili příběh Ryana Atwooda, mladého teenagera, který nalezne sám sebe mezi "bohatými a krásnými lidmi" kalifornského Orange County. Schwartz řekl, že doufal, že postavy budou "o trochu legračnější, více oduševnělí, jiní a originálnější než ostatní postavy, které můžeme vidět v tomto žánru." V rozhovoru řekl: "Myslím, že si lidé mysleli, možná podle prvních reklam, že je čeká druh melodramatu. To, co jsme vytvořili místo toho, je něco trochu jiného, něco, co má trochu více ironie, trochu více sebevědomí, a možná je díky tomu také o trochu úspěšnější."
Adam Brody se původně ucházel o roli Ryana. Neobtěžoval se učením scénáře, ale pouze přišel na konkurz. Kvůli tomu s ním nechtěl Schwartz dále pokračovat, ale později se Brody vrátil k producentům se žádostí o účast na konkurzu o roli Setha. Pro roli nejlepšího přítele Lukea Warda byl vybrán Chad Michael Murray, ale ten si místo toho vybral roli v seriálu One Tree Hill. Tato role byla později vyškrtnuta.
Melinda Clarke, která hraje Julie Cooperovou-Nicholovou, se původně ucházela o roli perfektní matky Kirsten Cohenové. V pilotu nebylo totiž dost prostoru pro Julie, a tak předvedla Kirsten. Tuto roli pak dostala Kelly Rowan.

### Natáčení
Vzhledem k pravidlům odborů na natáčení mimo okres Los Angeles, bylo O.C. natáčeno v několika jihokalifornských plážových městech, která jsou vzdálena 65 kilometrů od pravého Newport Beach, aby se ušetřilo. Většina interiérů, včetně domu Cohenových byla natáčena v Raleigh Studios v Manhattan Beach, většina exteriérů pak byla natáčena v sousedních městech. Budovu Newport Group "hrála" stejná budova jako ředitelství policie v seriálu Kriminálka Miami. Kolej Kalifornské univerzity byla využita k natáčení University at Berkeley v epizodě, kdy ji Ryan navštěvuje. USC byla zase využita místo Brown University, když ji navštěvovali Summer a Seth.

### Zrušení seriálu
Na začátku roku 2007 byl oznámen konec série. Nejdříve se uvažovalo o pokračování na jiném kanálu než FOX. Josh Schwartz ale nezavrhl pokračování v budoucnosti nebo spin-off seriál jako třeba Julie-Kaitlinn jako "anti Gilmorova děvčata". Pokračování si nepřálo ani několik představitelů hlavních rolí jako Peter Gallagher, Rachel Bilsonová, Adam Brody ani Benjamin McKenzie.